# B420
《B420》是一部2005年11月17日上映的香港電影。是由鄧漢強導演，楊愛瑾領銜主演，李燦森及洪展明主演。故事及拍攝地點為澳門。

## 演員
| 演員   | 角色 | 關係/暱稱                     |
| 楊愛瑾 | 蕎頭 | 喜歡阿偉 阿伟、阿文之暗戀對象 |
| 李燦森 | 阿偉 | 暗戀蕎頭                      |
| 洪展明 | 阿文 | 暗戀蕎頭 被懷疑為同性戀       |
| 李楓   |      | 阿文之母                      |

## 軼事
- 此電影在台灣地區的片名為《八年級，青春未滿》。
- 此電影是楊愛瑾首次擔任電影第一女主角。[1]
- 此電影是導演鄧漢強修讀香港城市大學創意媒體碩士課程的畢業作品，也是他自資拍攝的第一套長片。[2]
- 此電影榮獲多個國際電影節的奬項，包括「第四屆維也納國際電影節」最佳電影、「第19屆褔岡亞洲電影節」大賞、「第52屆悉尼電影節」及「2005年慕尼黑電影節選映作品、「2005年香港亞洲電影節」開幕電影等。[2]
- 為了籌募拍攝經費，導演鄧漢強四出尋找投資者，但在電影沒有大「卡士」及濃厚商業元素支持下，始終無法吸引投資者垂青。鄧漢強最終找了一位很有錢的同學，借了100萬拍攝該片，最終在超支50萬的情況下，於2004年9月完工。[3]
- 鄧漢強在該片開拍前兩日才聯絡李燦森，說完故事後沒提及片酬，李燦森便一口答應；片中女主角楊愛瑾在拍攝時亦在澳門住下來，專心拍攝。[3]

## 歌曲
- 〈B420〉 - 方皓玟